# Tetrakis(acetonitril)kupfer(I)-perchlorat
Tetrakis(acetonitril)kupfer(I)-perchlorat ist eine Komplexverbindung des Kupfers mit Acetonitril als Liganden und Perchlorat als Gegenion.

## Herstellung
Tetrakis(acetonitril)kupfer(I)-perchlorat kann hergestellt werden, indem Kupfer(I)-oxid mit Perchlorsäure in Acetonitril als Lösungsmittel umgesetzt wird. Eine Alternative ist die Reaktion von Kupfer(I)-perchlorat mit Acetonitril in sec-Butanol.

## Eigenschaften und Reaktionen
Tetrakis(acetonitril)kupfer(I)-perchlorat ist isomorph zu Tetrakis(acetonitril)kupfer(I)-tetrafluoroborat. Es kann verwendet werden, um einen Komplex des Pyridins mit Kupfer(I)-perchlorat herzustellen. Dazu wird es mit leicht überstöchiometrischer Menge an Pyridin umgesetzt, wodurch ein Ligandenaustausch stattfindet.